# Pokój w Szczecinie

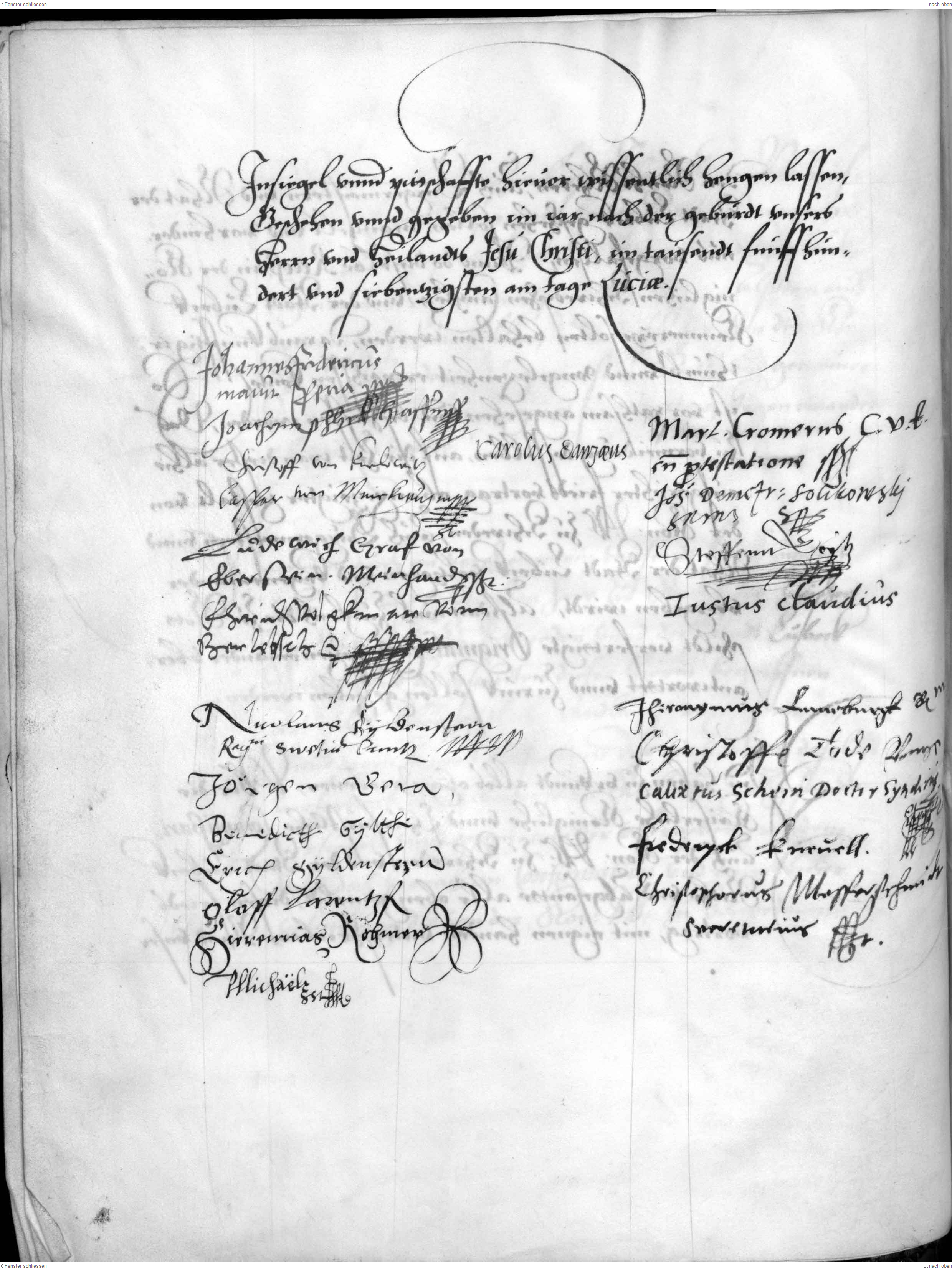
Strona podpisu traktatu pokojowego ze Szczecina (Dokument 2 Szwecja-Lubeka), 1570

Pokój w Szczecinie – pokój zawarty 13 grudnia 1570 na kongresie w Szczecinie, kończącym I wojnę północną.
W czerwcu 1570 Rzeczpospolita podpisała w Moskwie trzyletni rozejm kończący wojnę litewsko-rosyjską 1558–1570. 
W wyniku nieustępliwej postawy dyplomacji cesarskiej polskim posłom Marcinowi Kromerowi i Janowi Dymitrowi Solikowskiemu nie udało się doprowadzić do prawnego zamknięcia rosyjskiej żeglugi narewskiej. Strony zgodziły się na przyjęcie zasady uti possidetis, co zostawiało przy Rzeczypospolitej Księstwo Kurlandii i Semigalii i znaczną część Inflant (ale bez Dorpatu).
W lipcu Zygmunt II August przy pomocy dyplomatów Świętego Cesarstwa Rzymskiego i Francji podjął się mediacji pomiędzy walczącymi jeszcze Szwecją, Danią i Lubeką.
W myśl postanowień pokoju Szwecja zmuszona została do zapłaty Danii 150 000 dalerów odszkodowania za zwrot twierdzy Älvsborg. Potwierdzono rozwiązanie unii kalmarskiej, a król duński Fryderyk II Oldenburg zrzekł się pretensji do korony szwedzkiej.